# Strauch-Rosskastanie
Die Strauch-Rosskastanie (Aesculus parviflora), auch Strauchkastanie genannt, ist eine Pflanzenart, die zur Gattung der Rosskastanien (Aesculus) gehört. Sie ist in Nordamerika beheimatet.

## Beschreibung
Die Strauch-Rosskastanie ist ein breitwachsender, laubabwerfender Strauch. Die Wuchshöhe einer Solitärpflanze beträgt bis zu 4 m. Die Wuchsform geht bei älteren Exemplaren deutlich in die Breite, wobei durch unterirdische Ausläufer (Stolonen) Bestandsdurchmesser von 10 m und mehr erreicht werden können. Sie ist ein Flachwurzler mit zahlreichen Feinwurzeln. Die Borke ist hellgrau bis graubraun oder graugrün. Die Rinde der Zweige gehen mehr in ein helles oder gelbliche Grau. Die Zweige sind im Querschnitt rund. Die gegenständigen und gestielten, zusammengesetzten Laubblätter sind gefingert mit fünf oder sieben Blättchen. Die kurz gestielten, verkehrt-eiförmigen bis elliptischen Blättchen besitzen eine spitze bis zugespitzte Spitze mit keilförmigem Grund und einen gekerbten bis gesägten Rand. Die Oberseite ist mattgrün, die Unterseite hellgrün. Die Herbstfärbung ist gelb.
Die Strauch-Rosskastanie ist trimonözisch. Ab Ende Juni bis etwa Juli blüht sie in endständigen, rispigen, oft gemischtgeschlechtlichen und reichblütigen Blütenständen von etwa 20–30 cm Länge. Die weißen, wohlriechenden und gestielten, vier- bis fünfzähligen Blüten mit doppelter Blütenhülle sind zwittrig oder funktionell eingeschlechtlich. Die 6 langen, ungleichen Staubblätter sind weiß mit roten Staubbeuteln. Bei den männlichen Blüten ist ein Pistillode und bei den weiblichen Staminodien mit Antheroden sowie, wie in den zwittrigen, ein dreikammeriger Fruchtknoten mit langem, behaartem Griffel vorhanden. Es ist jeweils ein Diskus vorhanden.
Im Herbst reifen die glatten, relativ dünnen, gelb-braunen, stachellosen Kapselfrüchte; ihr Durchmesser beträgt etwa 25 bis 35 mm. Die Früchte sind deutlich runder und heller, als bei der Gewöhnlichen Rosskastanie. Die glatten, braunen Samen sind etwa 3–3,5 cm groß mit kleinem Hilum.

## Vorkommen
Die ursprüngliche Heimat der Strauch-Rosskastanie sind die drei Staaten Alabama, Georgia und South Carolina im Südosten der USA. In den USA findet man sie mittlerweile auch in Pennsylvania, New Jersey und Washington, D.C.

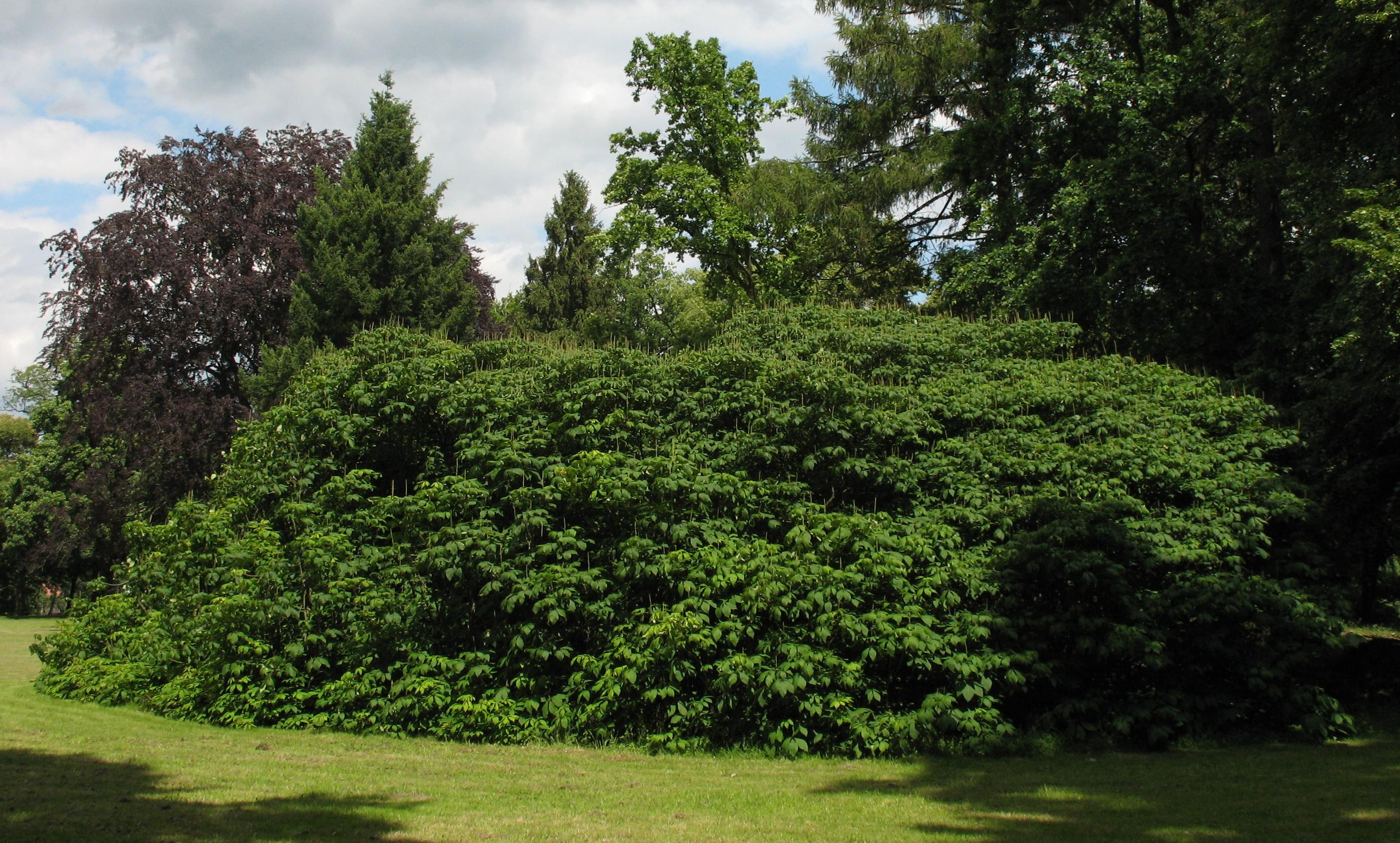
„Europas größte Strauchkastanie“ in Reinharz

Auch in einigen europäischen Gärten und Parkanlagen wurde diese Art mittlerweile als Zierpflanze angesiedelt, wie z. B. im Fürst-Pückler-Park Bad Muskau, im Landschaftspark des Gutshauses Wietzow oder auch auf der Insel Mainau. Die Strauch-Rosskastanie bevorzugt als spätfrostgefährdete Pflanze geschützte, sonnige bis halbschattige Lagen.

## Inhaltsstoffe
Die Strauch-Rosskastanie enthält – wie auch die Gewöhnliche Rosskastanie – als Giftstoff Aescin, ein Gemisch aus etwa 30 verschiedenen Saponinen, sowie Aesculin.
Verschiedene Aminosäuren mit Cyclopropan-Struktur wurden aus der Pflanze isoliert. In den Früchten befindet sich unter anderem α-(Carboxycyclopropyl)glycin. Auch Ester der Indol-3-essigsäure befinden sich in der Pflanze.

## Schädlinge und Krankheiten
Die Strauch-Rosskastanie ist gegen Krankheiten und Schadinsekten weitgehend resistent. Die Rosskastanienminiermotte kann die Pflanze nicht schädigen.

## Galerie

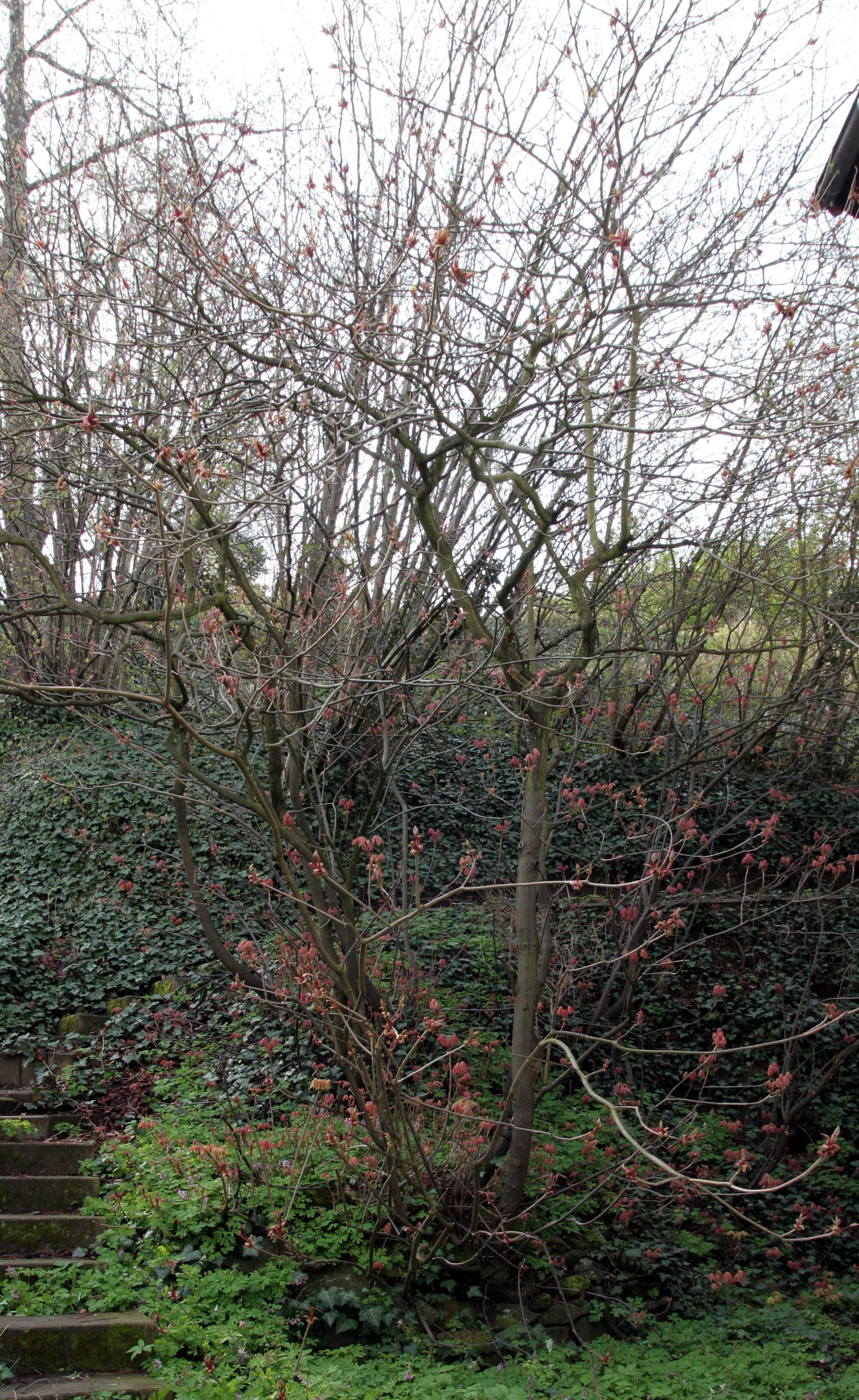
Habitus vor dem Austreiben (Anfang April)
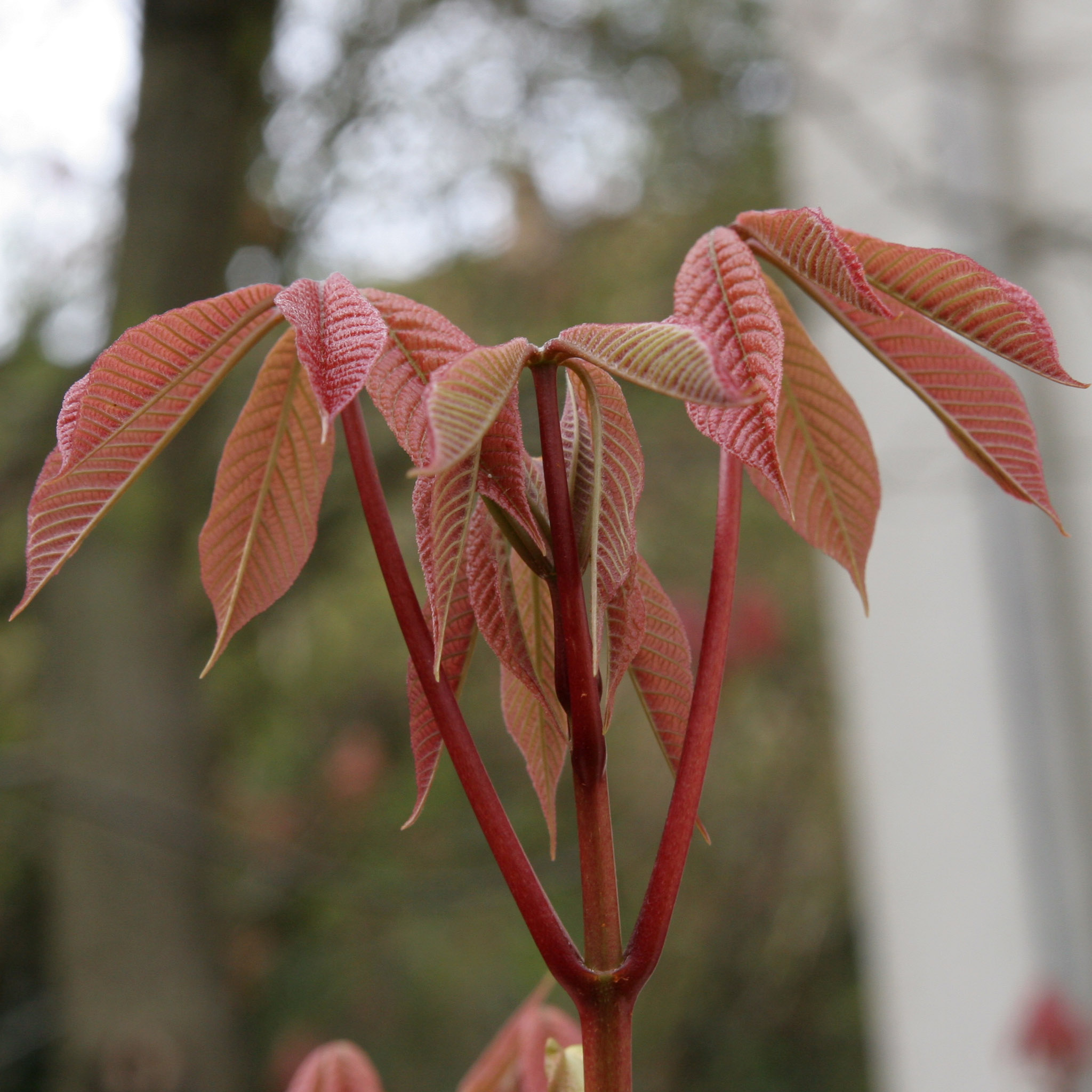
Frischer Austrieb (Anfang April)
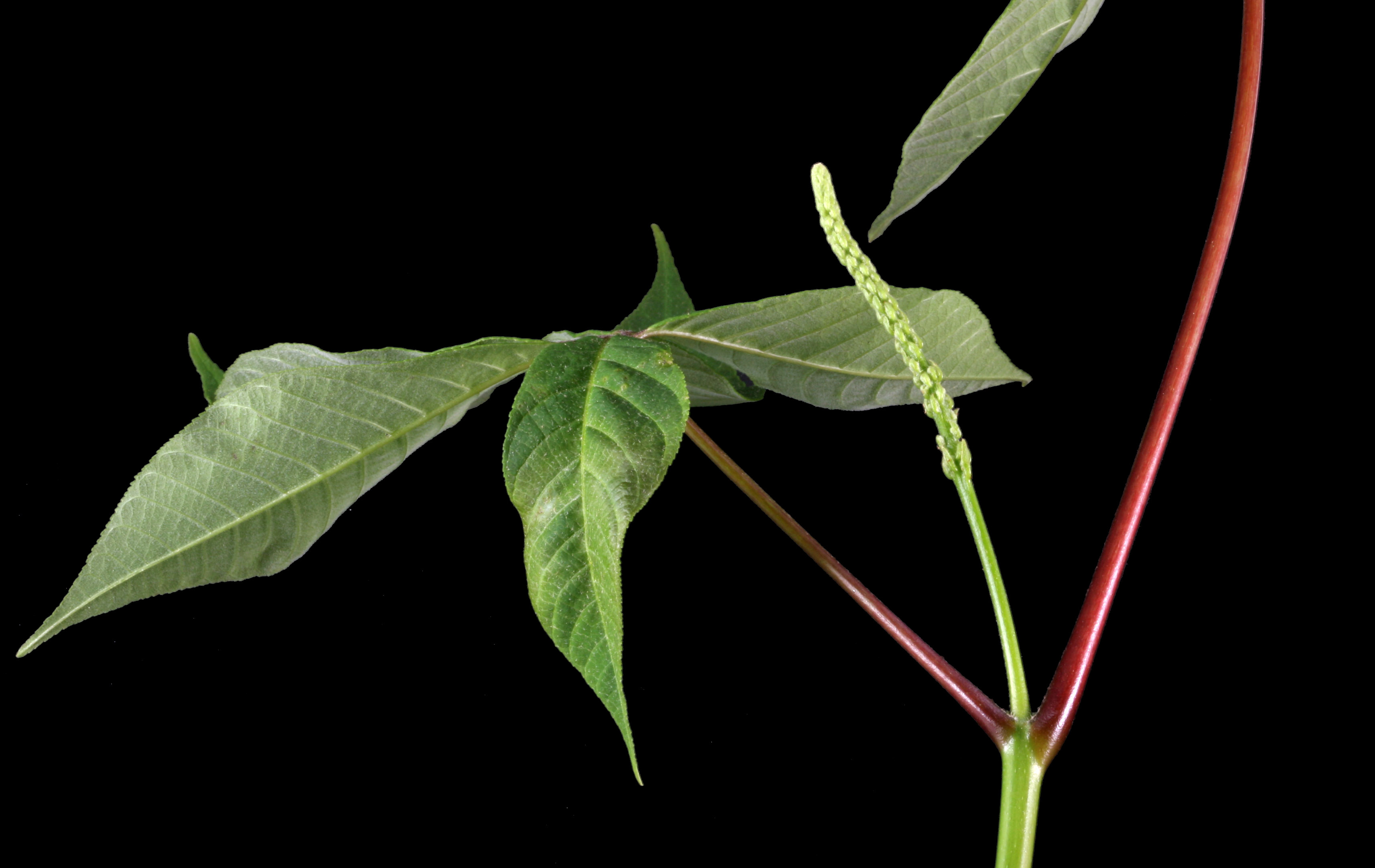
Knospiger Blütenstand (Anfang Mai)
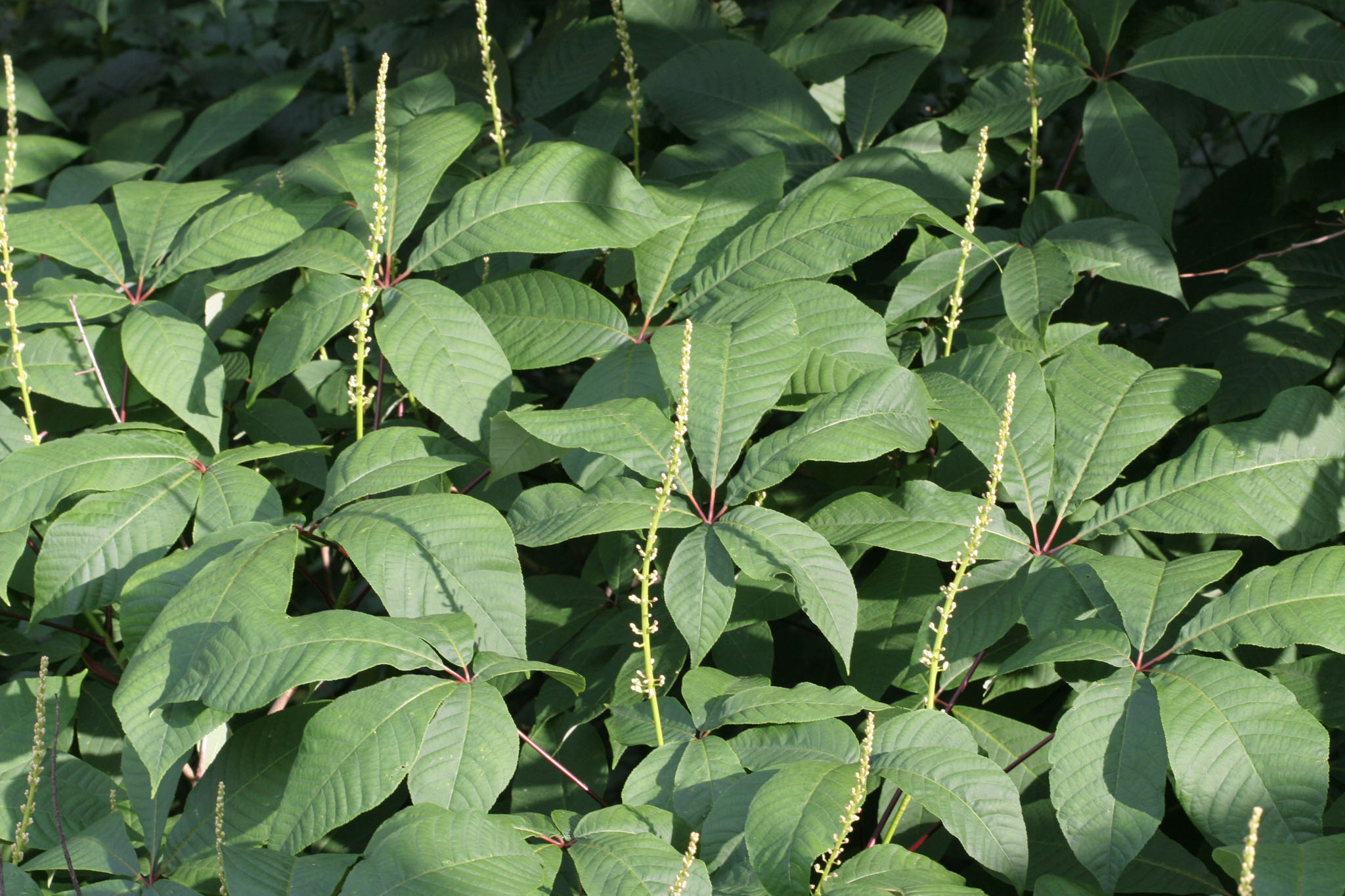
Blütenstand mit knospigen Blüten (Anfang Juni)
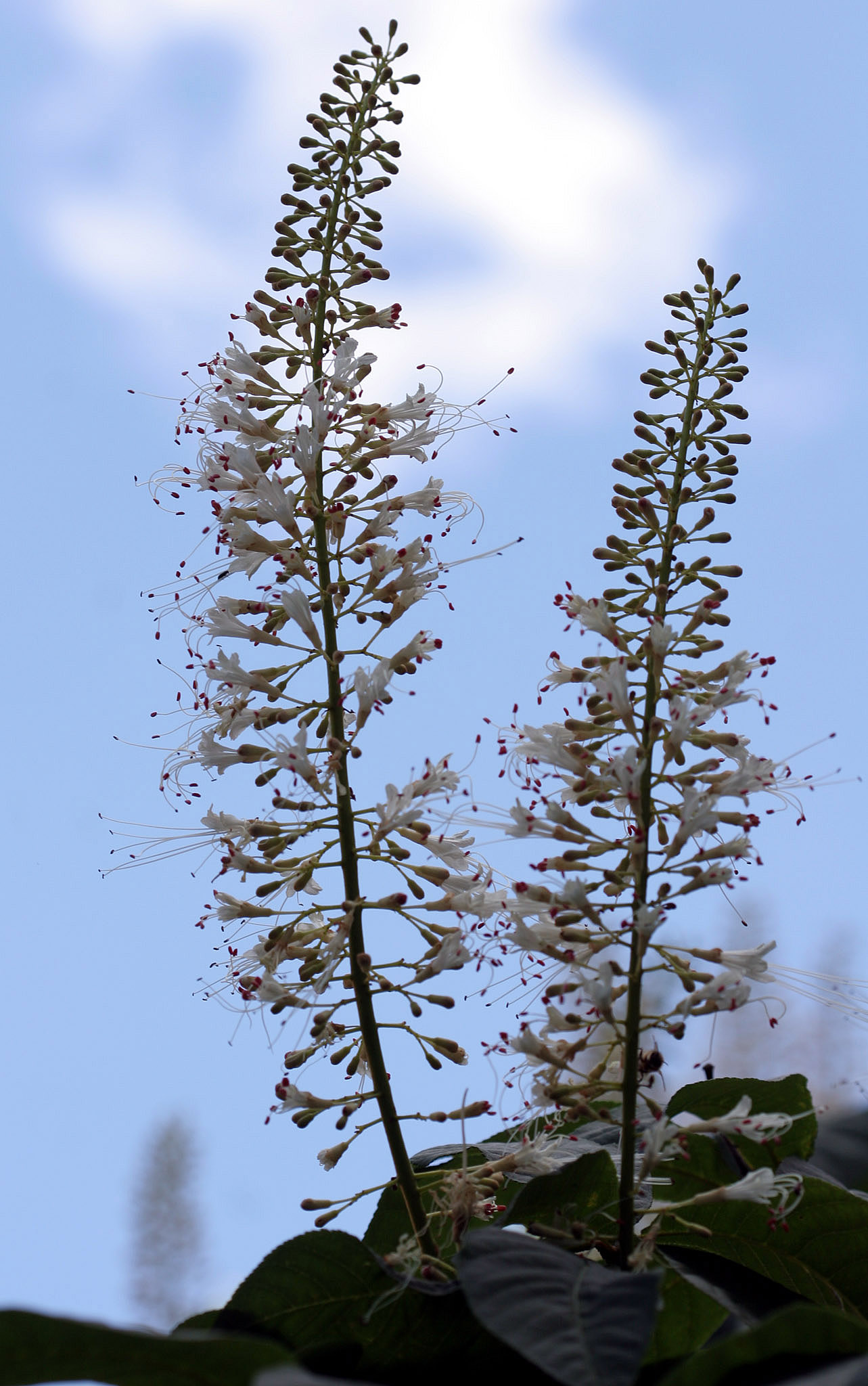
Blütenstand (Ende Juni)
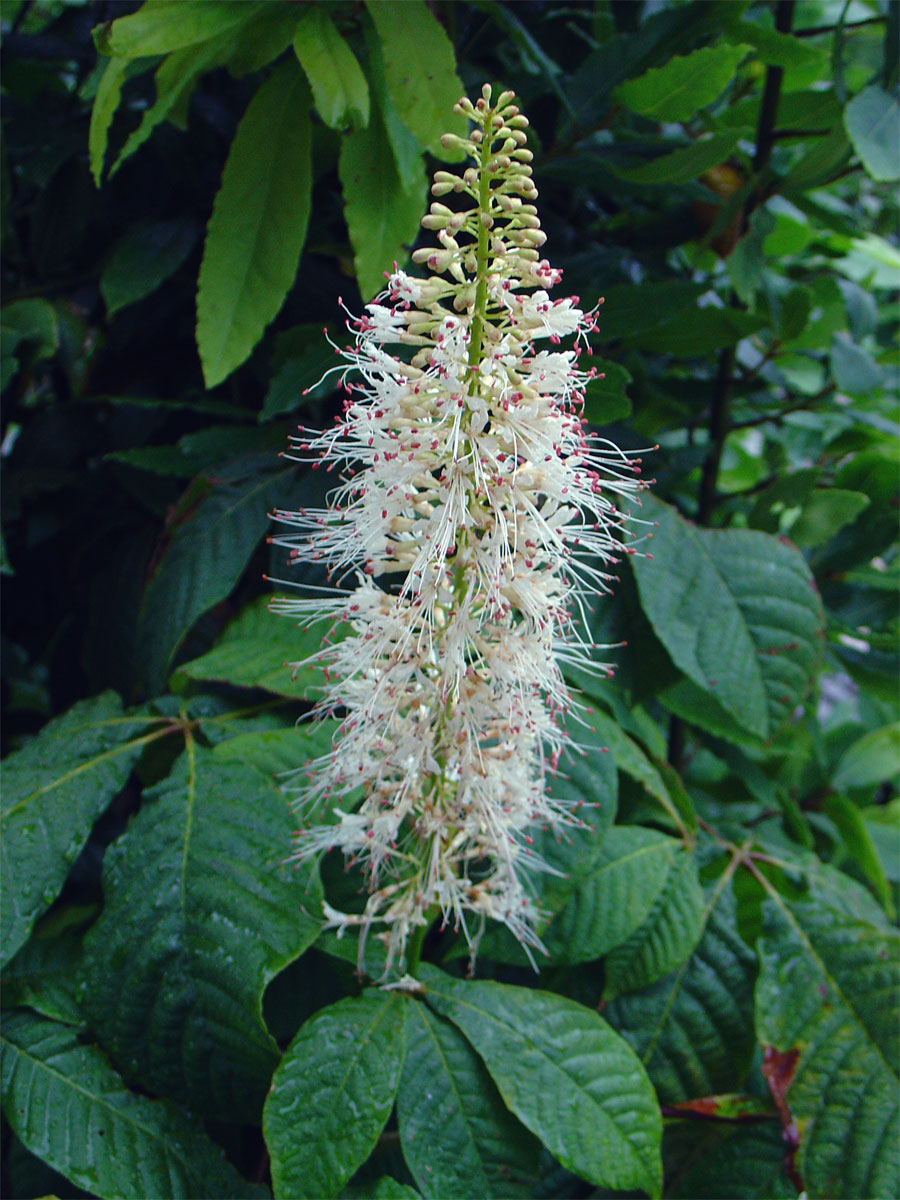
Voll blühender Blütenstand (Anfang Juli)
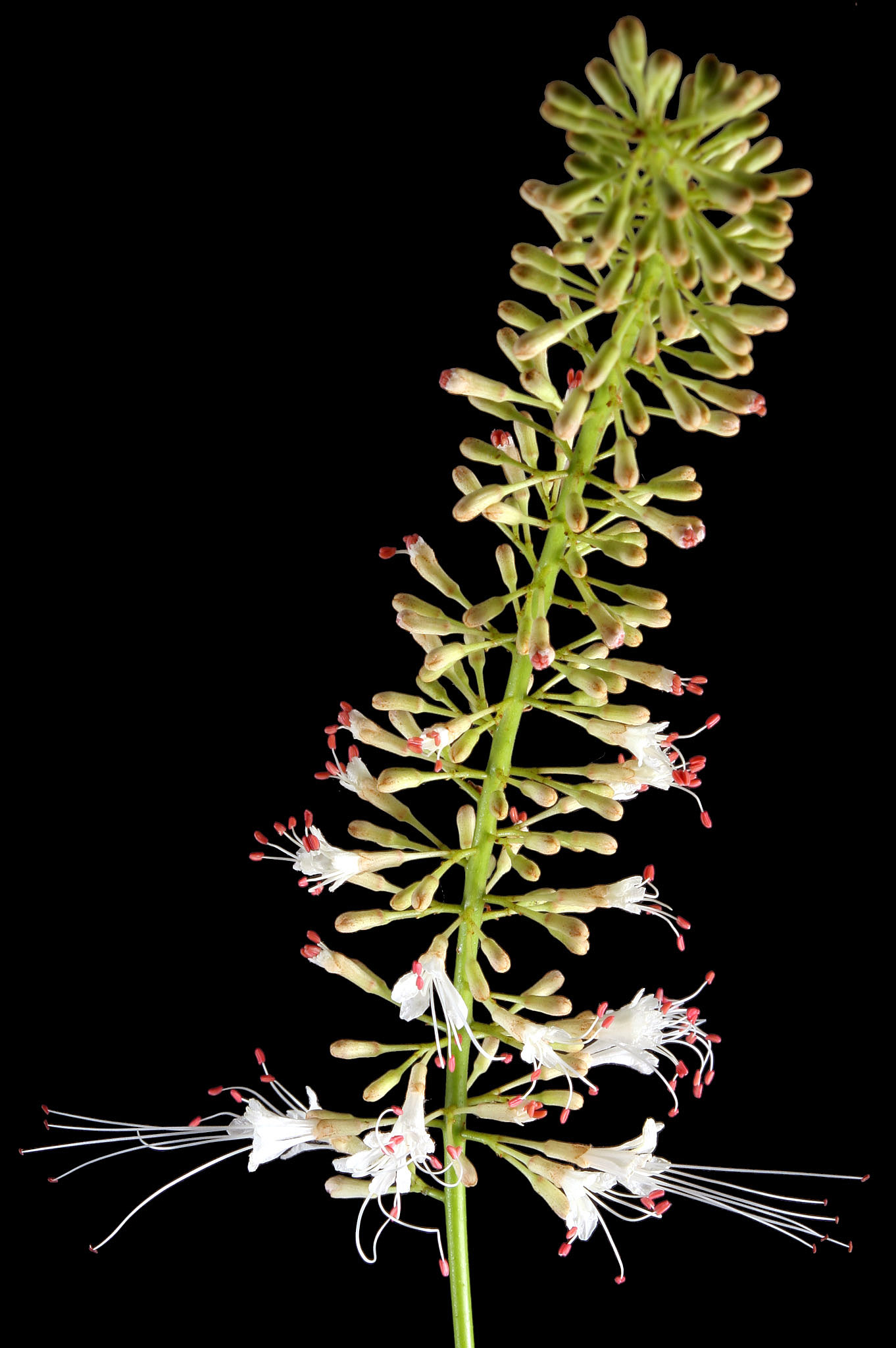
Detailaufnahme eines Blütenstandes
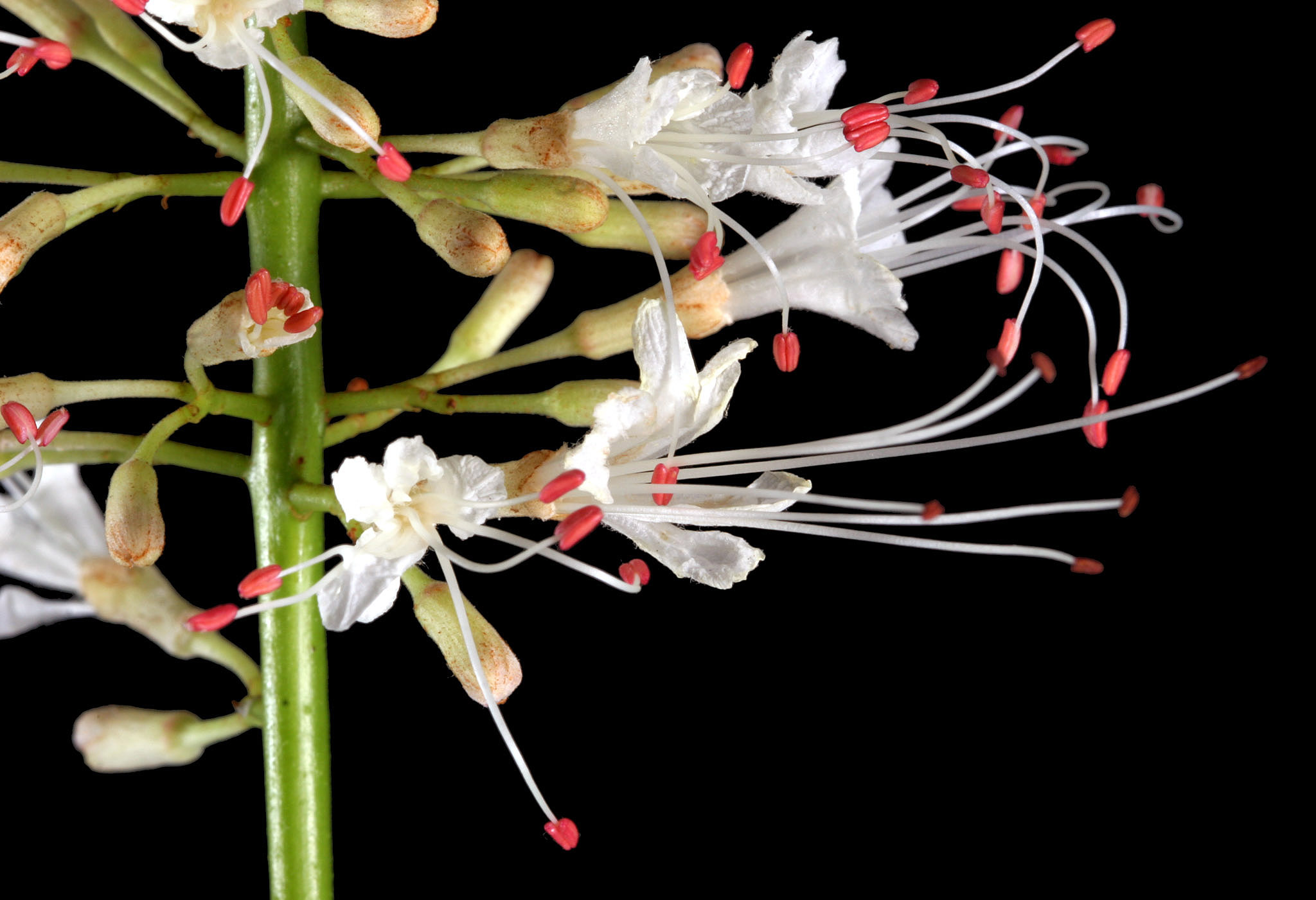
Detailaufnahme eines Blütenstandes und  Blüten
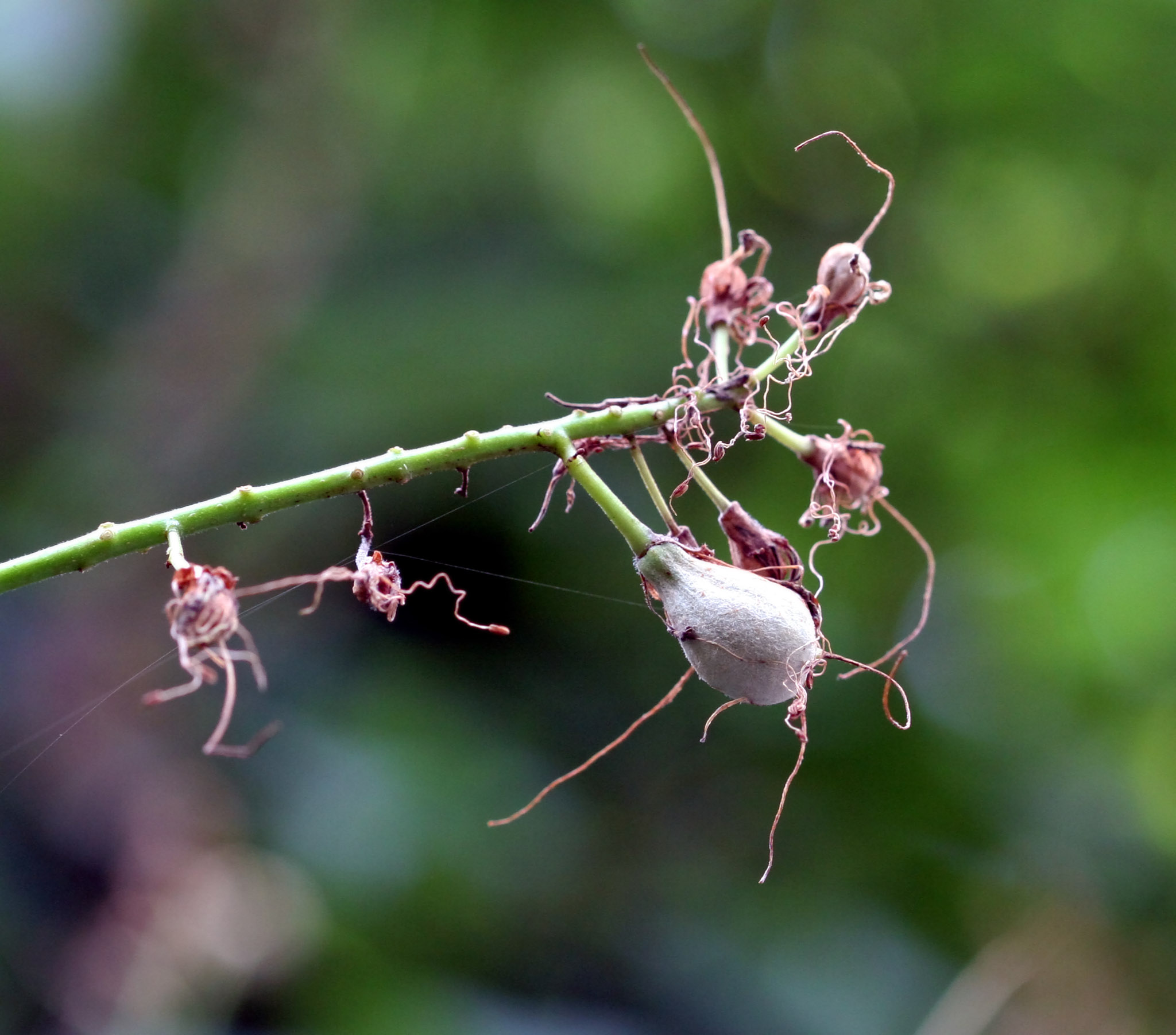
Fruchtansatz (Ende Juli)
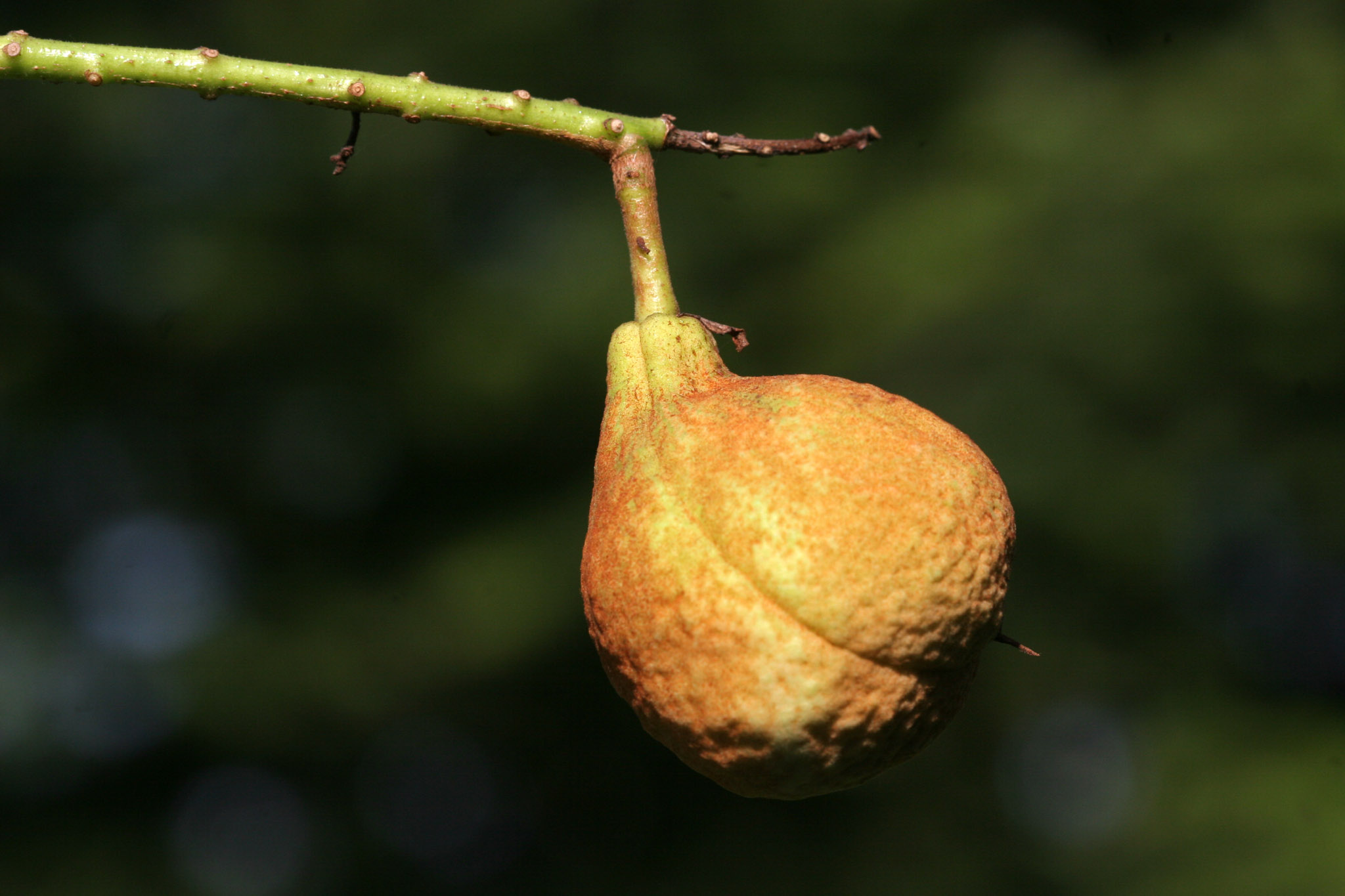
Samen, noch vollständig in der Kapsel (Mitte September)
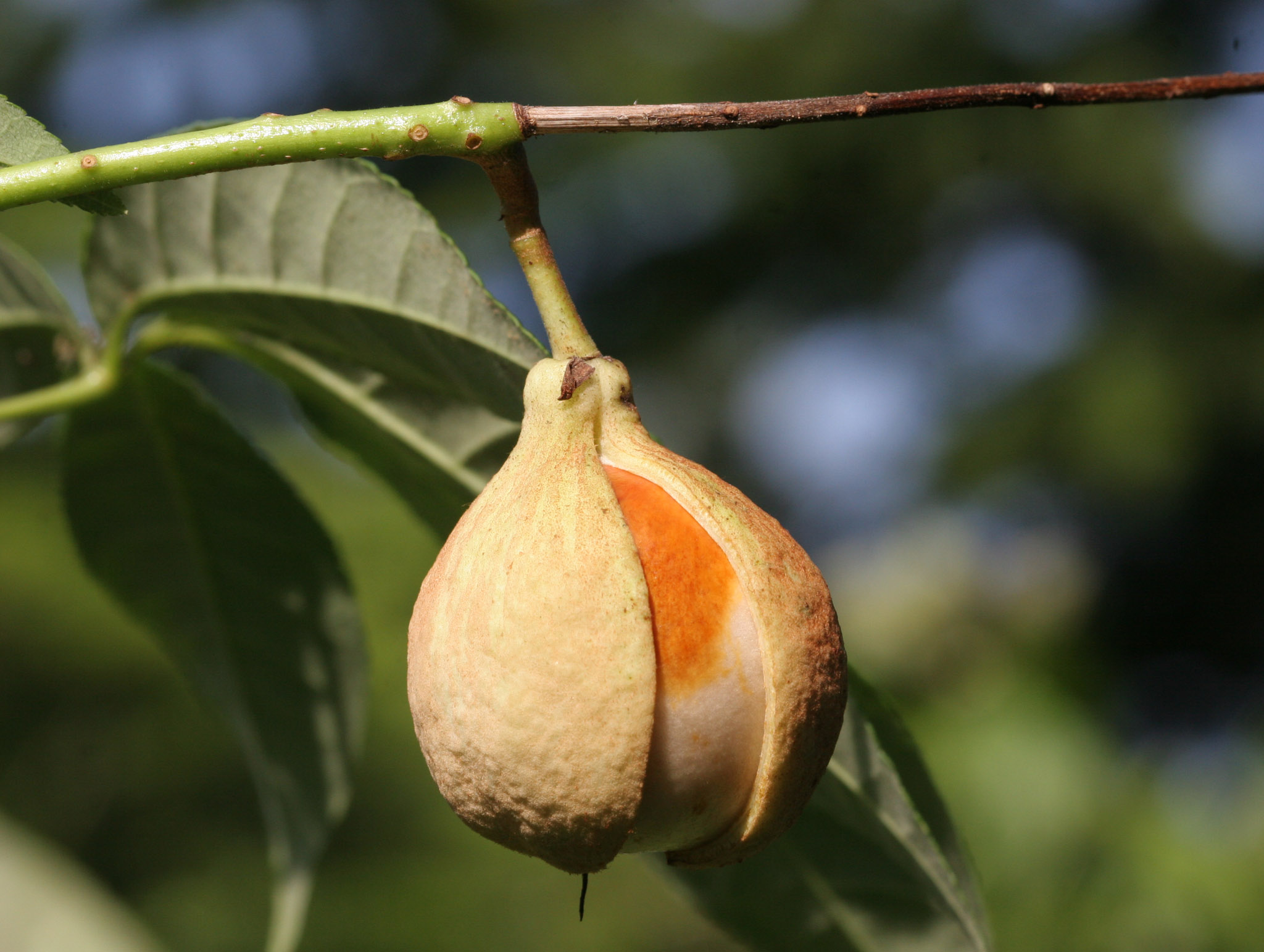
Samen, nur noch teilweise in der Kapsel (Mitte September)
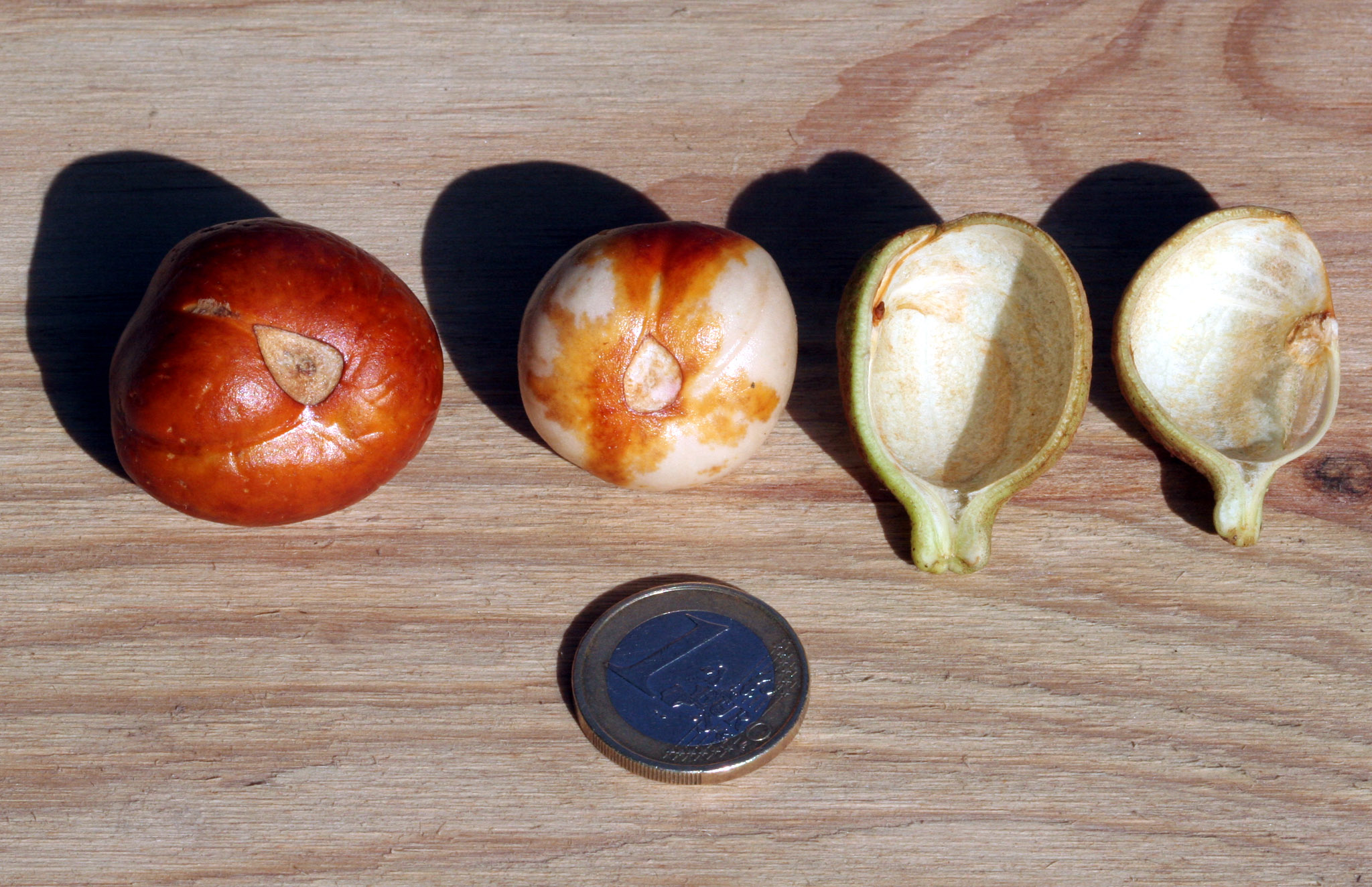
Zwei Samen und rechts die Bestandteile der Samenkapsel (Mitte September)
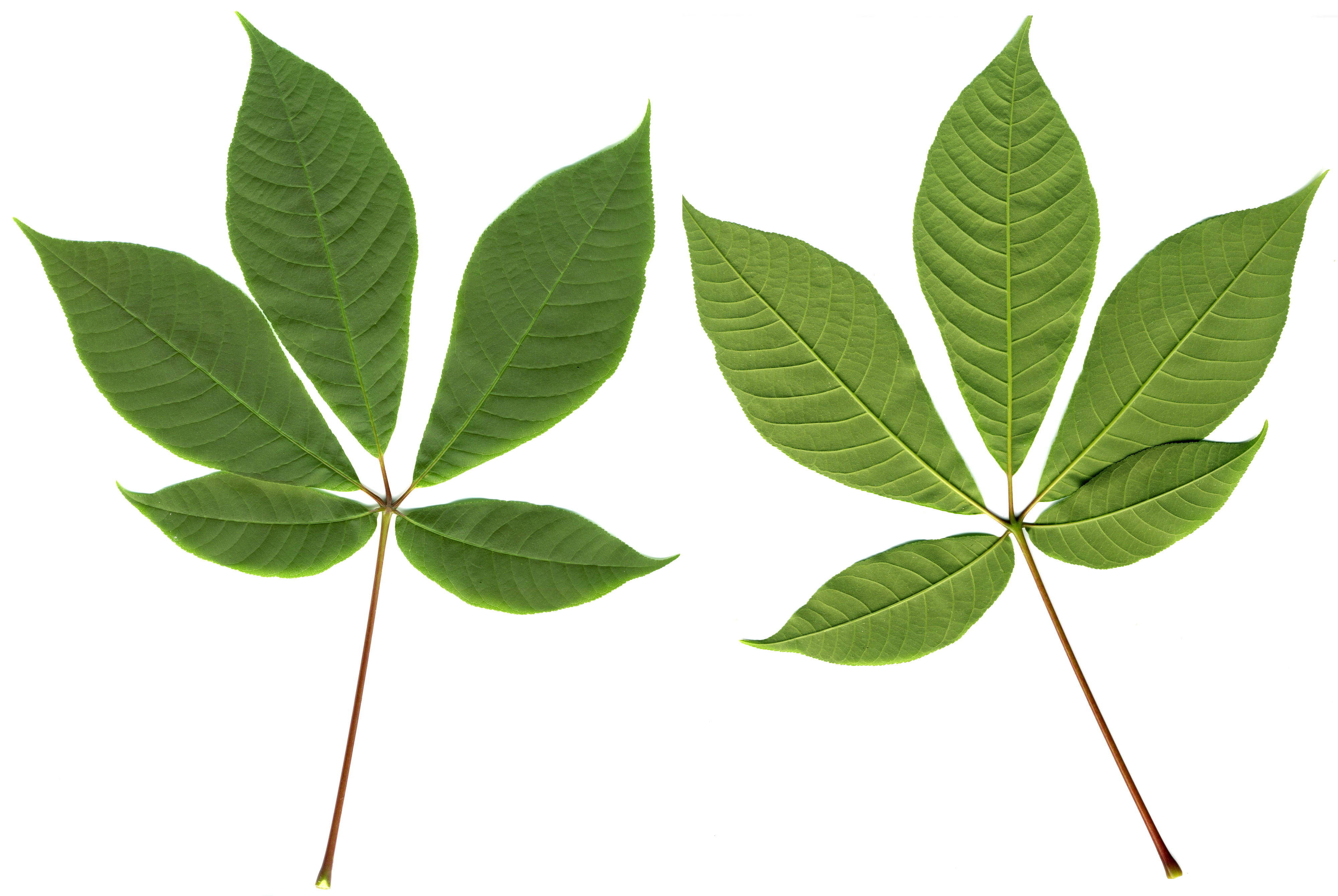
Die zusammengesetzten Laubblätter (links die Oberseite und rechts die Unterseite)
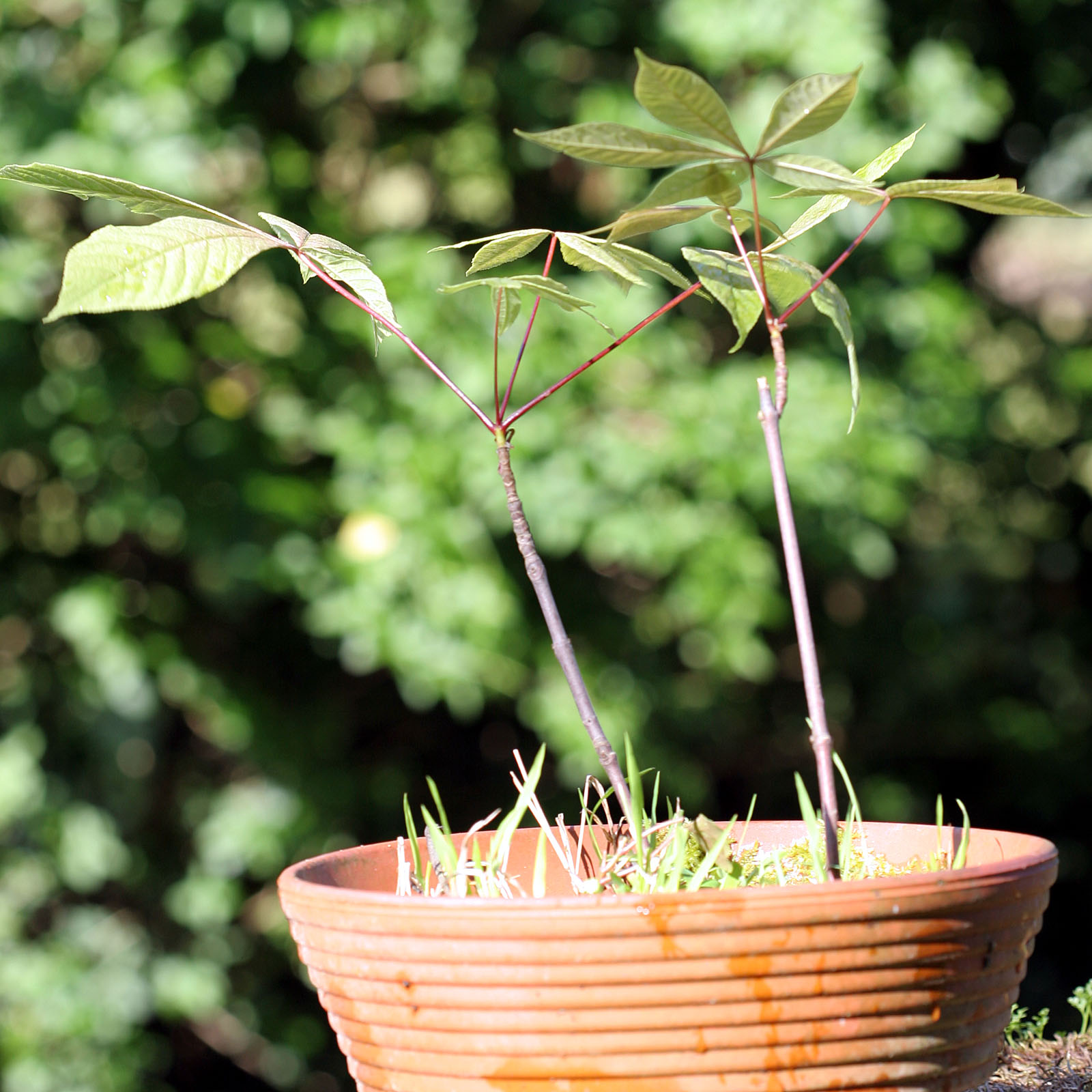
Zwei ein Jahr alte Pflanzen im Blumentopf